# Doença de Parkinson e eixo cérebro-intestino
A doença de Parkinson (DP) é a segunda doença crônica e  neurodegenerativa mais prevalente perdendo apenas para a doença de Alzheimer, afetando 1% das pessoas com mais de 60 anos de idade no mundo. O número de casos de DP duplicou globalmente nos últimos 30 anos, passando de 2,5 milhões em 1990 para 6,1 milhões em 2016. Em 2022, havia cerca de 10 milhões de casos de DP em todo o mundo. Estima-se que nos Estados Unidos, a prevalência da doença de Parkinson até 2030 será de ~1,24 milhões. Espera-se que estes números aumentem à medida que a expectativa de vida e a idade da população em geral aumentam. A DP é considerada uma doença multissistêmica e multifatorial, indicando que muitos fatores, como o ambiente, o intestino, o estilo de vida e a genética, desempenham um papel significativo no início e na progressão da DP.

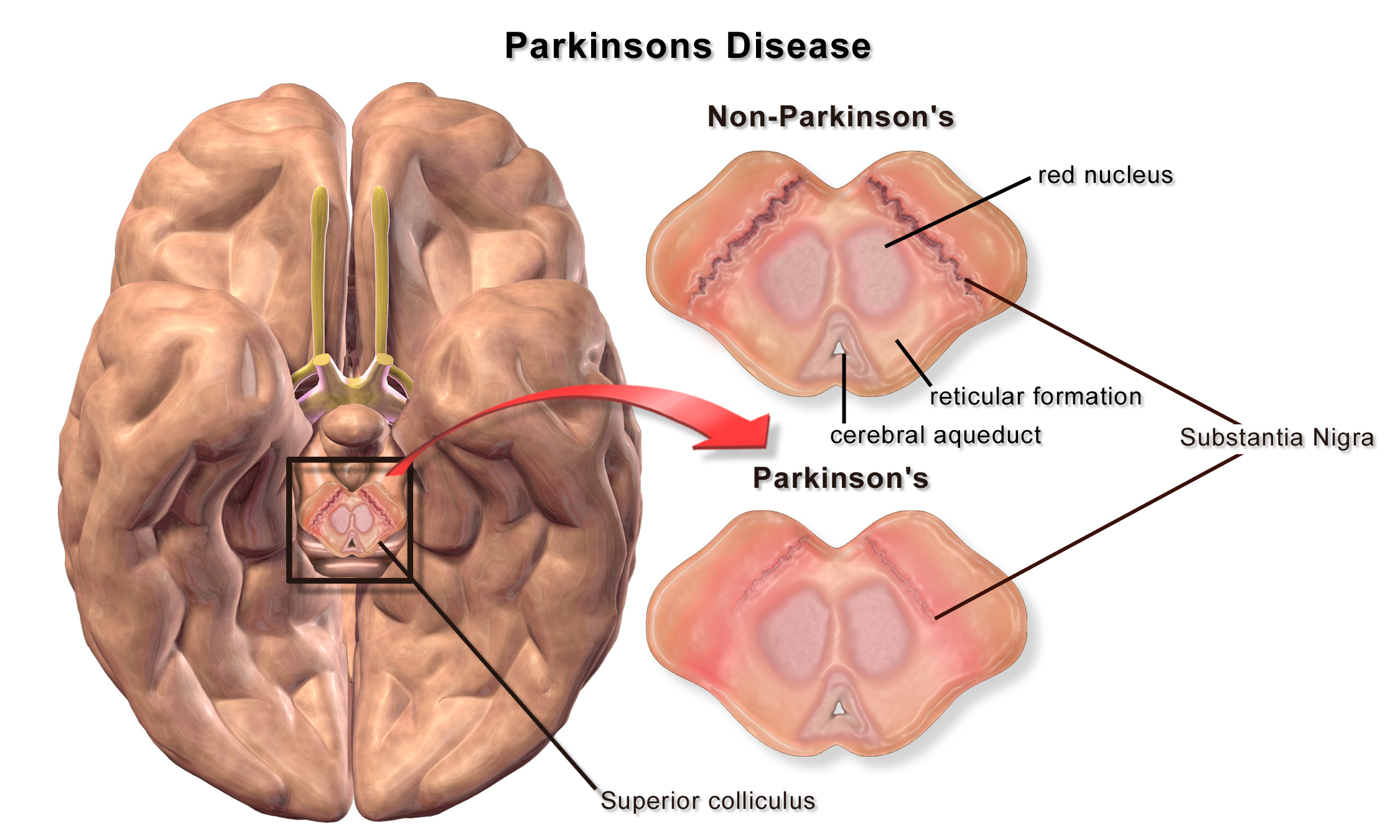
Características neuropatológicas da doença de Parkinson A perda de neurônios dopaminérgicos na área da substância negra pars compacta do cérebro (embaixo) contribui para os sintomas motores.

As principais características neuropatológicas da doença de Parkinson incluem a perda de neurônios dopaminérgicos na região da substância negra pars compacta do cérebro (mostrada na figura) e a presença de alfa-sinucleína associada. Em algumas condições fisiológicas, a alfa-sinucleína, uma proteína codificada pelo gene SNCA, é encontrada nas sinapses dos neurônios, onde regula a sinalização sináptica e a plasticidade, modulando a liberação de neurotransmissores . É encontrado em maior abundancia no cérebro e, em menor extensão, em outras regiões, como o intestino e o coração. Na doença de Parkinson, a alfa-sinucleína sofre uma mudança conformacional, resultando em uma proteína insolúvel mal dobrada que se agrega em folhas beta e forma inclusões de proteínas chamadas corpos de Lewy . A alfa-sinucleína associada perde sua capacidade de se ligar à membrana, interrompendo os processos celulares e a formação sináptica. Sugere-se que se propague de forma semelhante ao príon, espalhando-se dentro e entre outras células, provocando eventualmente à neurodegeneração, que é representada na ilustração com a perda de neurônios dopaminérgicos. Essas alterações patológicas também são identificadas em regiões periféricas (fora do sistema nervoso central - SNC) no início da doença. No entanto, os mecanismos envolvidos nessas alterações ainda não são plenamente entendidos. 

## Sintomatologia

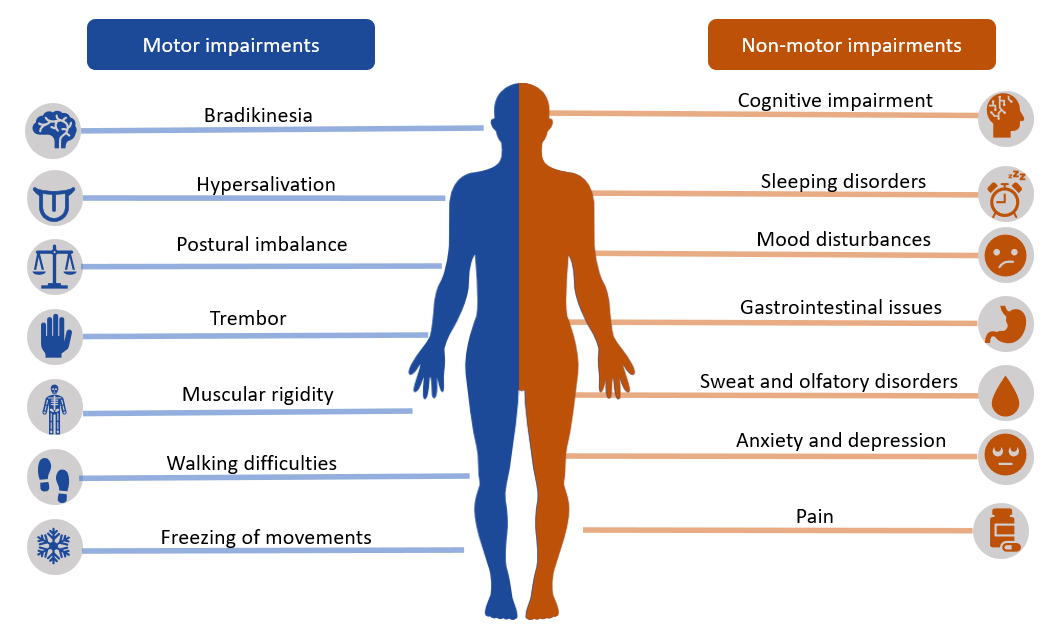
Visão geral dos sintomas motores e não motores da doença de Parkinson

A fisiopatologia da doença de Parkinson é caracterizada por sintomas motores e não motores bem definidos na literatura científica atual. Os sintomas motores cardinais são: rigidez, marcha anormal, tremor em repouso, rigidez, bradicinesia e distonia . Os sintomas não motores são: disfunção autonômica, disfunção olfativa, comprometimento cognitivo, complicações urogenitais, hiposmia, depressão, dor vaga assimétrica no ombro, disfunção gastrointestinal (GI) e distúrbio comportamental do sono REM (encenar sonhos durante o REM). A doença de Parkinson, em seusestágios iniciais os sintomas não motores surgem antes do início dos sintomas motores, contribuindo para um atraso no diagnóstico da DP e até mesmo para diagnósticos incorretos em até 15% dos casos impactando no tratamento. Quando os sintomas motores surgem e o tratamento é iniciado, já há mais de 50% de perda de células neuronais dopaminérgicas na substância negra. Portanto, os sintomas não motores são biomarcadores relevantes dos estágios iniciais da doença fornecendo uma via potencial para o diagnóstico e intervenção precoce.

## Disfunção gastrointestinal
Os sintomas gastrointestinais podem ocorrer até 20 anos antes do início dos sintomas motores clínicos serem diagnósticados. James Parkinson, há mais de 200 anos mencionou pela primeira vez o provável envolvimento do intestino na doença, quando descreveu a doença de Parkinson como “um estado desordenado do estômago e dos intestinos (que) pode induzir uma ação mórbida em uma parte da medula espinhal”. Na época, esta interação entre o intestino e o cérebro não foi totalmente compreendida e não foi amplamente explorada. Esse tema só começou a chamar à atenção dos pesquisadores mais recentemente, nas últimas duas décadas. Há evidências crescentes que relatam ainda mais o papel da disfunção gastrointestinal (GI) no início da neurodegeneração, bem como na patogênese da DP.
A disfagia é uma deficiência na deglutição que ocorre no trato gastrointestinal superior e resulta na mastigação inadequada, índice de massa corporal abaixo de 20, perda de peso e desnutrição. A salivação também é comum como resultado das dificuldades com a deglutição e não com a secreção de saliva, já que há uma redução na saliva na doença de Parkinson. A disfagia orofaríngea resulta em engasgo ou aspiração. A deglutição envolve três fases - oral, faríngea, esofágica, sendo que as duas primeiras são afetadas na disfagia orofaríngea. Este sintoma motor afeta 35% dos pacientes e piora com o progresso da DP, mas espera-se que melhore com a administração da medicação. A gastroparesia resulta na paralisia do estômago que contribui para que 50% dos pacientes se sintam inchados e cheios, enquanto 15% apresentam vômitos e náuseas. A cintilografia com refeição sólida e o teste respiratório são usados para medir o tempo de esvaziamento gástrico (GET), que é prolongado em pacientes com a doença de Parkinson. Outros métodos incluem imagens baseadas em ressonância magnética e sistema de cápsula eletromagnética. Supercrescimento bacteriano no intestino delgado (SIBO): resulta em diarreia, desconforto abdominal, distensão abdominal e pode levar a problemas de absorção de medicamentos para DP. Já o trato gastrointestinal inferior é afetado pela constipação, que é caracterizada por esforço durante a defecação ou quando o paciente tem menos de 3 evacuações por semana, o que acontece em cerca de 40-50% dos pacientes.
| Sintoma              | Localização GI               | Tratamento | Referências          |
| -------------------- | ---------------------------- | --- | -------------------- |
| babando              | boca superior                | - mudanças comportamentais que aumentam a deglutição, como mascar chiclete - medicação anticolinérgica - tratamentos locais: soluções de atropina, adesivos de hioscina, injeções de toxina botulínica na parótida e submandibular | [ 25 ]               |
| disfagia orofaríngea | superior                     | terapeuta da fala e da linguagem | [ 17 ]               |
| gastroparesia        | superior                     | - domperidona é um antagonista do receptor de dopamina - marcapasso gástrico - camicinal: agonista do receptor de motilina. Como a levodopa permanece no estômago por mais tempo devido à redução do esvaziamento gástrico, ela é convertida em dopamina, impedindo que ela chegue ao cérebro por não conseguir atravessar a barreira hematoencefálica. O Camicinal melhora o esvaziamento gástrico e, portanto, melhor absorção da levodopa no cérebro. - DA-9701: derivado de plantas que atua em receptores do trato gastrointestinal | [ 17 ] [ 22 ] [ 28 ] |
| SIBO                 | superior - intestino delgado | antibióticos | [ 17 ]               |
| constipação          | mais baixo                   | - modificações no estilo de vida - exercícios, aumento da ingestão de líquidos e fibras - psyllium - um laxante - Lubiprostona - um ativador do canal de cloreto - suplemento probiótico - injeções de toxina botulínica no músculo puborretal - Foi demonstrado que o transplante de microbiota fecal (TMF) de um hospedeiro saudável trata a constipação em pacientes com DP. Ensaios clínicos em andamento estão examinando mais detalhadamente seus efeitos em outros sintomas da DP.                                                | [ 17 ] [ 14 ] [ 29 ] |

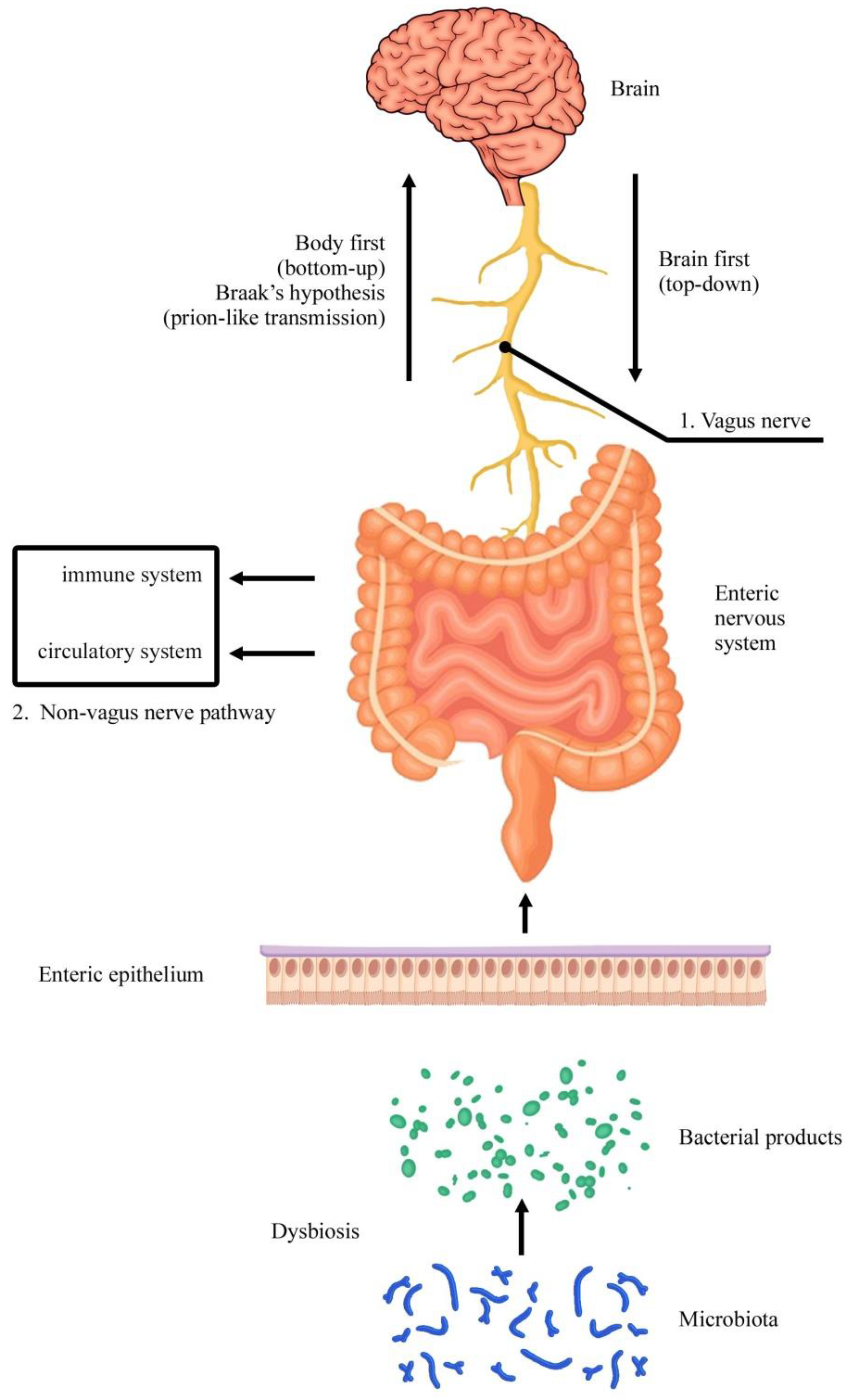
Teoria de Braak para a doença de Parkinson

### Hipótese de Braak
A patologia agregada da alfa-sinucleína no SNE GI de pacientes com a doença de Parkinson só foi descoberta na década de 1980. A patologia tem um padrão de gradiente rostral-caudal, no trato gastrointestinall, sem apresentar patologia no esôfago superior para as regiões mais afetadas no esôfago inferior (contribuindo para os sintomas de deglutição) e no estômago, seguido por patologia esparsa no cólon. Os estudos de autópsia que foram realizados em pacientes com a doença de Parkinson apresentaram patologia no DMNV, bulbo olfatório e nervo vago . Partindo dessas descobertas, os pesquisadores Braak et al. sugeriram uma disseminação retrógrada da alfa-sinucleína (conhecida como teoria de Braak ), onde a disfunção do intestino (resultado de microbiota alterada ou outros fatores contribuintes discutidos abaixo) desencadeia a agregação da alfa-sinucleína no intestino antes de se espalhar para o cérebro. Ideia que foi sustentada pela redução do risco de desenvolver a doença de Parkinson com a vagotomia troncular, um procedimento que consiste no corte das fibras do nervo vago que ligam-se ao estômago. Complementarmente, vários estudos em animais mostraram o movimento bidirecional da alfa-sinucleína entre o SNC e o SNE. A alfa-sinucleína pode ser detectada nos terminais nervosos motores viscerais e no nervo vago pré-ganglionar após a superexpressão da alfa-sinucleína no mesencéfalo de ratos. Por outro lado, as injeções de fibrilas pré-formadas (alfa-sinucleína patológica) no cólon de ratos induziram alterações patológicas na alfa-sinucleína endógena no tronco cerebral.

### Microbiota alterada na DP
A microbiota, localizada em todo o trato gastrointestinal, contém milhares de espécies microbianas diferentes que evoluíram para formar uma relação mutualística e simbiótica com o hospedeiro. A microbiota exibe várias funções - estruturais, metabólicas e imunológicas.  Estruturalmente, mantém a barreira intestinal e regula o crescimento das células epiteliais. Metabolicamente, está envolvido na síntese ou degradação de muitos compostos, como aminoácidos, vitaminas, lipídios, ácidos biliares e alimentos indigestos. Ele também regula a resposta imune, protegendo o hospedeiro de patógenos. A disbiose intestinal ocorre quando há uma alteração na composição da microbiota intestinal que leva a uma disfunção e a um estado insalubre.
Um crescimento excessivo de bactérias no intestino delgado pode metabolizar a levodopa em dopamina, impedindo que ela chegue ao cérebro.
| Nome                                           | Papel no DP                                                         | Fonte  |
| ---------------------------------------------- | ------------------------------------------------------------------- | ------ |
| Bactéria aquática                              | aumentar/diminuir complicações motoras                              |        |
| Peptococo                                      | complicações motoras                                                |        |
| Esfingomonas                                   | complicações motoras                                                |        |
| Proteobactérias                                | aumentar Duração do DP                                              | [ 12 ] |
| Firmicutes                                     | diminuir Duração do DP                                              | [ 6 ]  |
| Lachnospiraceae                                | diminuir Duração do DP                                              | [ 6 ]  |
| Lactobacillus gasseri                          | aumentar Duração do DP                                              | [ 6 ]  |
| Pasteurellaceae, Alcaligenaceae e Fusobacteria | mais abundante no início precoce                                    | [ 6 ]  |
| Comamonas e Anaerotruncus                      | mais abundante no início tardio                                     | [ 6 ]  |
| Firmicutes                                     |                                                                     |        |
| Prevotella                                     | diminuição associada à progressão mais rápida da doença             | [ 6 ]  |
| Ruminococcáceas                                | aumenta com a duração da DP, em pacientes com a doença por >10 anos | [ 6 ]  |
|                                                |                                                                     |        |

### Fatores contribuintes da disfunção do microbioma-GBA na DP

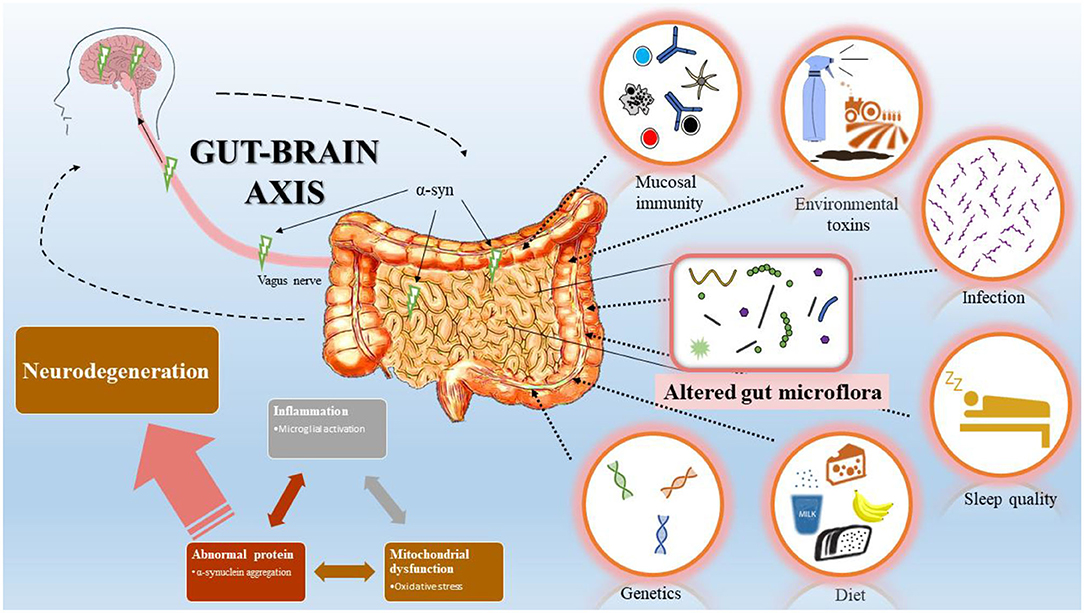
Fatores contribuintes propostos para a disfunção do microbioma-GBA na DP (hipótese de Braak)

Existem muitos fatores-chave envolvidos na modulação e disfunção do microbioma-GBA na DP.

#### Genética
Estudos de associação genômica ampla (GWAS) apresentaram a associação de diversas mutações autossômicas dominantes (SNCA, LRRK2, GBA) e recessivas (DJ-1, PINK1, PARK7, Parkin) ao desenvolvimento da doença de Parkinson. No entanto, há penetrância variável até mesmo no fator de risco genético mais comum da doença, LRRK, em que menos de 30% do total de pacientes desenvolvem DP. Isso sugere ainda o envolvimento de outros fatores, como o ambiente, na maior vulnerabilidade ao desenvolvimento da doença e na apresentação clínica dos sintomas das formas genéticas da DP.
- LRRK2 : LRRK2 é expresso por células imunes inatas e adaptativas, bem como por neurônios entéricos no intestino delgado.[29] Após a exposição a certos patógenos entéricos, o LRRK2 modula a resposta inflamatória intestinal por meio da secreção de componentes antimicrobianos.[3] Isso também é observado em pacientes com doença de Crohn, onde níveis maiores de LRRK2 são encontrados no cólon. Em estudos in vitro, a mutação LRRK2 (G2019S) resulta em alterações na expressão gênica intestinal em células epiteliais associadas ao comprometimento gastrointestinal.[3]
- SNCA: muitos patógenos foram associados aos genes SNCA
- PINK1 e PRKN: desempenham papel na eliminação de mitocôndrias danificadas e estão associados à disfunção mitocondrial da DP.[22] Uma infecção com bactérias Gram-negativas intestinais em ratos que não contêm PINK1 resulta em uma resposta inflamatória aumentada, degeneração dopaminérgica e sintomas motores semelhantes aos da DP.[12][14]

#### Envelhecimento
O envelhecimento, um importante fator de risco da DP, resulta em alterações na biodiversidade da microbiota intestinal, que aumenta da infância à idade adulta e começa a diminuir com a idade. Existem muitos fatores que contribuem para esse declínio, como o sistema imunológico, mudanças no estilo de vida, o ambiente, medicamentos, outras doenças e disfunção orgânica. A diminuição da biodiversidade com a idade está associada à diminuição da integridade da barreira epitelial intestinal, resultando no vazamento de neurotransmissores, lipopolissacarídeos (LPS, uma endotoxina encontrada em bactérias Gram-negativas), ácidos graxos de cadeia curta (AGCC, um anti-inflamatório sistêmico) e antígenos bacterianos, bem como na degradação do sistema neuroimune.

#### Inflamação
A inflamação desempenha um papel crítico na DP. A inflamação intestinal e periférica piora ainda mais a resposta neuroinflamatória na progressão da DP. A infecção por Helicobacter pylori (HP) pode desempenhar um papel na patogênese e sintomatologia da DP. A HP ocorre com maior prevalência na DP e tem sido associada em alguns casos a sintomas motores mais graves da doença. Alguns estudos mostraram uma melhora dos sintomas com a erradicação da HP, enquanto outros relataram um aumento de 45% no risco de DP. A eliminação de HP também pode aumentar a biodisponibilidade de L-dopa. Alguns pacientes com DP apresentam inflamação intestinal, bem como uma quebra da integridade da barreira epitelial intestinal, marcadores de inflamação intestinal e disfunção da barreira Células imunes periféricas são encontradas nos cérebros de pacientes com DP e
Existem semelhanças entre a DP e a doença inflamatória intestinal (DII) e a síndrome do intestino irritável (SII).

#### Toxinas ambientais
Existe um risco aumentado de DP com exposições a herbicidas e pesticidas em fazendas, bem como bactérias encontradas na água potável de poços. A exposição a herbicidas e pesticidas em modelos animais resulta em distúrbios do movimento e na perda de neurônios dopaminérgicos. Em outros estudos com animais, a exposição ao pesticida rotenona resultou na liberação de alfa-sinucleína dos neurônios entéricos para a matriz extracelular. Estudos in vitro também mostraram que a alfa-sinucleína secretada pode sofrer movimento retrógrado transneuronal, onde pode ser absorvida por outros neurônios ou tipos de células não neuronais. Além disso, o intestino de pacientes com DP expostos a herbicidas e pesticidas apresentou um aumento na via de degradação de xenobióticos .

#### Estilo de vida
Alimentação : Existem muitos estudos epidemiológicos que demonstram o impacto significativo da dieta no início e na exacerbação da DP por meio de sua influência na composição da microbiota intestinal. Há uma progressão e incidência mais lentas de DP com o consumo de uma dieta mediterrânea . As dietas ocidentais têm menos fibras alimentares e mais gorduras e açúcares, enquanto as dietas mediterrânicas consistem em vegetais, nozes, frutas, grãos inteiros, gorduras saudáveis e vegetais. Dietas ricas em fibras aumentam as bactérias produtoras de AGCC, que tem efeito anti-inflamatório . Em comparação com as dietas ocidentais que resultam numa menor abundância de 
Fluidos : Bebedores de cafeína e fumantes têm um risco reduzido de DP, em 60% e 30%, respectivamente, potencialmente através da modulação do eixo intestino-cérebro . O consumo de cafeína ou o tabagismo alteram a composição da microbiota, o que pode diminuir a inflamação intestinal e diminuir a agregação da alfa-sinucleína . Isso é ainda mais apoiado em estudos com animais e humanos que demonstraram um aumento de Bifidobacteria, que tem efeitos antiinflamatórios, após o consumo de café. Outros componentes do café, como os polifenóis, aumentam a motilidade intestinal e regulam o microbioma. A cafeína antagoniza (bloqueia) o receptor de adenosina A2A, resultando em um efeito neuroprotetor nos neurônios dopaminérgicos . Os flavonóides (encontrados no chá, no vinho tinto, nas laranjas, nas maçãs e nas frutas vermelhas) têm propriedades antioxidantes e antimicrobianas e têm sido associados a um menor risco de DP. Não há associação entre risco de DP e produtos lácteos. Há uma diminuição do risco e o Urato, um potente antioxidante, também resulta em uma progressão mais lenta e risco de DP. Existem muitos resultados conflitantes sobre a associação entre álcool e risco de DP. Enquanto alguns estudos relatam um risco aumentado, outros estudos demonstram uma diminuição do risco que pode depender do tipo de álcool.
Exercício : também tem sido associado ao enriquecimento da microbiota com bactérias mais benéficas, como Erysipelotrichaceae, Roseburia, Clostridiales e Lachnospiraceae.